# Institut za oceanografiju i ribarstvo
Institut za oceanografiju i ribarstvo je osnovan u Splitu 1930. godine kao prva nacionalna znanstveno-istraživačka institucija koja se bavi istraživanjem mora. Institut provodi veoma kompleksna istraživanja iz područja biološke, kemijske i fizičke oceanografije, sedimentologije, te ribarstvene biologije i marikulture. Nalazi se uz more blizu rta na jugozapadnoj strani Marjana.

## Povijest
Za prvog ravnatelja Instituta izabran je norveški sveučilišni profesor dr. Hjalmar Broch. Nakon Drugog svjetskog rata na čelo Instituta dolazi dr. Tonko Šoljan, čiji je mandat obilježila velika i uspješna aktivnost institucije.
Početkom 60-ih godina započinje se s mjesečnim mjerenjima primarne proizvodnje (C-14 metoda) u obalnim i otvorenim vodama srednjeg Jadrana, što su ujedno i prva istraživanja takve vrste u Jadranu. početkom 70-ih Institutu je pridružen Biološki zavod iz Dubrovnika, koji je preustrojen u dva dislocirana institutska laboratorija i u tom je obliku djelovao sve do 2006. godine, kada je priključen Sveučilištu u Dubrovniku.
Početkom 90-ih Institut se veoma aktivno uključuje u pedagošku aktivnost na način da u okviru Sveučilišta u Splitu organizira Studijski odjel za more, prvi i jedini studij takve vrste u Hrvatskoj.